# 日本内視鏡外科学会
日本内視鏡外科学会（にほんないしきょうげかがっかい、英語: Japan Society for Endoscopic Surgery、略称：JSES）は、内視鏡を用いた外科手術の普及と技術向上を目的とした学術団体。内視鏡手術の標準化、安全性向上、医師教育を通じて、医療の質を高める活動を行っている。

## 歴史
- 1991年：第1回内視鏡下外科手術研究会が東京で開催され、学会の前身が始まる。
- 1994年：第7回まで当番世話人制で運営。第8回以降、正式に「日本内視鏡外科学会」として発足。
- 1995年以降：年次総会を開催し、学術的な発表や内視鏡外科技術の共有を進める。
- 現在では、国内外で活発に活動する主要学会の一つとなり、技術革新や国際的な交流を促進している。

## 主な活動
- 学術総会：毎年開催され、研究発表や講演を通じて最新の知見を共有。
- 技術認定制度：内視鏡手術に必要なスキルを評価し、認定医制度を運営。
- ガイドライン作成：内視鏡外科手術の適応や標準的な手法について指針を示す。
- 教育と研修：内視鏡技術の向上を目指す医師を対象にトレーニングプログラムを実施。
- 国際連携：海外学術団体との連携を深め、知識と技術を共有。

## 対象分野
日本内視鏡外科学会は、安全性と質の向上を重視し、学術的な発展と実臨床への応用を両立させる活動を展開している。公式ウェブサイトでは詳細な情報が公開されている。
なお、一般の人にはわかりにくいことなので、あえて補足しておくと、広い意味での内視鏡と言うのは、いわゆる胃カメラや大腸カメラといった消化管内視鏡も含んでいる。各々100万件以上本邦だけでも行われているが、それはこの学会の担当するところではない。
また、いわゆるロボット支援手術は、腹腔鏡や胸腔鏡のテクノロジーが前提となっているので、この学会が取り扱うところである。
- 腹腔鏡手術
- 胸腔鏡手術
- 婦人科領域の内視鏡手術
- 泌尿器科のロボット支援手術など